# باول هنري (شاعر)
باول هنري (بالإنجليزية: Paul Henry)‏ هو شاعر بريطاني، ولد في 1959 في آبريستويث في المملكة المتحدة.